# Signor Bruschino
Signor Bruschino (wł. Il signor Bruschino, ossia Il figlio per azzardo) – opera buffa w jednym akcie Gioacchino Rossiniego do libretta Giuseppego Marii Foppy na podstawie sztuki La fils par Hasard René de Chazeta i Maurice’a Ourry’ego (1809). Premiera odbyła się w Teatro San Moisè w Wenecji 27 stycznia 1813 roku. To piąta, ostatnia opera z weneckiego cyklu jednoaktowych fars. Uwertura opery jest obecna we współczesnym repertuarze koncertowym.

## Historia powstania dzieła
Il signor Bruschino to ostatnia z pięciu jednoaktowych oper buffa, które Rossini skomponował dla weneckiego teatru San Moisè w latach 1810–1813. Pozostałe farsy to Weksel małżeński, Szczęśliwe oszukanie, Jedwabna drabinka i Okazja czyni złodzieja. Ten typ opery był bardzo popularny w Wenecji pod koniec XVIII i na początku XIX wieku. Obsada większości utworów składała się tylko z pięciu do ośmiu śpiewaków, w tym pary kochanków, tu Sofii i Florville, co najmniej dwóch ról komicznych, tutaj Bruschino senior, Gaudenzio i Filiberto oraz jednej lub więcej ról drugoplanowych, tutaj Marianna, Bruschino junior i policjant.
Autorem libretta jest Giuseppe Maria Foppa. Libretto opiera się na francuskiej komedii Le fils par hasard, ou ruse et folie Alissana de Chazeta i E.T.M. Ourry’ego, wystawionej w Paryżu w 1809 roku. Rossini skomponował muzykę w pośpiechu, gdyż miał już kolejne zamówienie dla Teatro La Fenice. Jego kolejna opera, Tankred, miała tam swoją premierę zaledwie tydzień po premierze Signora Bruschino.
Na premierze 27 stycznia 1813 roku w Teatro San Moisè w Wenecji utwór wykonano razem z dwuaktowym „dramma eroicomico" Matilde lub La donna selvaggia Carlo Coccia. Śpiewakami w Il signor Bruschino byli Nicola De Grecis (Gaudenzio), Teodolinda Pontiggia (Sofia), Luigi Raffanelli (Bruschino senior), Gaetano Del Monte (Bruschino junior i policjant), Tommaso Berti (Florville), Nicola Tacci (Filiberto) i Karolina Nagher (Marianna).
Premiera nie powiodła się, opera nie miała powodzenia – częściowo dlatego, że krótka farsa nie mogła konkurować z wielkim Tankredem. Szybko o niej zapomniano.

## Dalsze losy opery
Dopiero po osiągnięciu szczytowej sławy Rossiniego utwór ten ponownie zagrano, np. wiosną 1844 roku w Teatro della Canobbiana w Mediolanie, w 1858 roku w Madrycie i Berlinie, w 1859 roku w Brukseli oraz w 1857 roku w Piccola Scala w Mediolanie. Wersja francuska, którą opracował Jacques Offenbach, odniosła ogromny sukces 29 grudnia 1857 roku w jego Théâtre des Bouffes-Parisiens w Paryżu. Rossini został zaproszony na próbę, ale odpowiedział: „Pozwalam ci robić, co chcesz, ale nie mam zamiaru być twoim wspólnikiem”. Jesienią 1874 roku operę wystawiono w Circolo degli artisti w Turynie i w maju 1901 roku w Teatro Contavalli w Bolonii.
W 1932 roku mocno zredagowana wersja była grana w Metropolitan Opera w Nowym Jorku jako preludium do Elektry Richarda Straussa. Kolejne przedstawienia miały miejsce w 1955 roku w Katanii, w 1963 roku w Spoleto i Teatro San Carlo w Neapolu oraz w 1965 roku na Festival du Marais w Paryżu.
W 1985 roku odbył się udany spektakl oparty na nowej edycji krytycznej na Rossini Opera Festival w Pesaro. Od tamtej pory utwór był tam wielokrotnie wykonywany (w latach 1988, 1997, 2012 i 2021). Na uwagę zasługują również przedstawienia z 1989 roku w Schwetzingen i 1992 roku w Wiedeńskiej Operze Kameralnej. 
W Polsce operę pokazano po raz pierwszy w Teatrze Wielkim w Warszawie 26 lipca 1862 roku. Na kolejną premierę trzeba było czekać do 12 lutego 1979 roku w Warszawskiej Operze Kameralnej. Następne, w tejże operze 8 maja 1987 roku i 29 lutego 1992 roku.
W 1984 roku wydawnictwo Muza wydało płytę z nagraniem opery. Wykonanie: Orkiestra Warszawskiej Opery Kameralnej pod dyrekcją Jacka Kaspszyka, soliści: Gaudenzio – Jerzy Mahler; Sofia – Alicja Słowakiewicz; Bruschino – Jan Wolański; Bruschino junior – Krzysztof Molęda; Filiberto – Dariusz Niemirowicz; Marianna – Halina Gorzyńska; Florville – Kazimierz Myrlak. Płyta została następnie wydana na CD przez wytwórnię Gramophone – w 1985 i w 1993 roku.

## Treść opery
Sofia i Florville są w sobie zakochani, ale opiekun Sofii, Gaudenzio, sprzeciwia się ich małżeństwu. Ojciec Florville’a i Gaudenzio to dawni wrogowie. Ojciec Florville’a umarł, ale Gaudenzio już zgodził się wydać Sofię za syna swojego starego przyjaciela, Signora Bruschino.
Młody Florville zbiera się na odwagę, by poprosić Sofię o rękę. Przy pomocy służącej Marianny organizuje potajemne spotkanie z ukochaną, ale ona informuje go, że jej opiekun zamierza wydać ją za mąż za bogatego konkurenta, którego nikt jeszcze nie widział, syna niejakiego Bruschino. Pojawia się karczmarz Filiberto, któremu pijący i uprawiający hazard syn Bruschino jest winien znaczną kwotę, ogłaszając, że młody człowiek pozostanie jego więźniem, dopóki nie spłaci swoich długów. Ma również podpisany list, w którym młody Bruschino błaga Gaudenzio, by ten poprosił ojca o jego uwolnienie. Korzystając z tej sytuacji, Florville oświadcza, że on również nazywa się Bruschino i jest kuzynem mężczyzny o tym samym imieniu. Bierze list, płaci połowę zadłużenia i zaleca dalsze zatrzymanie dłużnika do czasu uregulowania całej kwoty.
Florville przekonuje Gaudenzio, że jest młodym Bruschino, ale pojawia się cierpiący na dnę, narzekający na wszystko Bruschino senior. Florville nie traci głowy, nazywa go ojcem, udaje skruchę i prosi o przebaczenie za lekkomyślny tryb życia. Oszołomiony Bruscino nie rozpoznaje w nim syna. Gaudenzio, przekonany że Florville to młody Bruscino, oskarża starszego o to, że jest ojcem bez litości dla niewinnych słabości młodości, a Bruschino nie może przekonać przyjaciela, że nigdy nie widział tego mężczyzny. Aby wyjaśnić sytuację, wzywają policję. Policjant również otrzymał list od młodego Bruschino, w którym prosił go o wstawiennictwo u ojca. Porównanie pisma z pismem w liście otrzymanym przez Florville od karczmarza Filiberto ujawnia dwa identyczne podpisy. Co więcej, Filiberto pojawia się w poszukiwaniu pieniędzy, które mu się należą, nazywając Florville’a „Bruschino”, uznając go za członka tej rodziny. Biorąc to pod uwagę policjant zmusza Bruschino do uznania Florville’a za swojego syna. Biedny ojciec balansuje na krawędzi szaleństwa.
Gaudenzio uważa, że Bruschino próbuje się wykręcić od umowy, by wydać ożenić syna z Sofią. Wściekły próbuje przyspieszyć ceremonię ślubną. Bruschino senior, odkrywa, że nieznany młody człowiek jest synem słynnego senatora Florville’a, zaprzysiężonego wroga Gaudenzio. Żeby zrobić figla staremu przyjacielowi, udaje, że w końcu rozpoznaje syna i natychmiast odbywa się ślub.
W tym momencie, zapowiedziany przez Filiberta, pojawia się prawdziwy syn Bruschino, proszący o wybaczenie rozwiązłości. Skamieniały Gaudenzio musi zaakceptować nową sytuację i wszyscy przyłączają się do triumfalnej pieśni celebrującej moc miłości. 

## Numery muzyczne
- Uwertura / Sinfonia
- 1 Introdukcja Deh, tu m'assisti, amore (Florville, Marianna, Sofia)
- 2 Duet Io danari vi darò! (Florville, Filiberto)
- 3 Cavatina Nel teatro del gran mondo (Gaudenzio)
- 4 Tercet Per un figlio già pentito (Gaudenzio, Bruschino, Florville)
- 5 Recytatyw i aria Ah, donate il caro sposo (Sofia)
- 6 Aria Ho la testa o è andata via? (Bruschino, Gaudenzio, Florville, Sofia, Filiberto, Policjant)
- 7 Duet È un bel nodo (Gaudenzio, Sofia)
- 8 Finał Ebben, ragion, dovere (Gaudenzio, Bruschino, Florville, Sofia, Marianna, Filiberto, Bruschino junior)[13].

## Muzyka
Najbardziej znanym fragmentem opery jest uwertura, która weszła do światowego repertuaru koncertowego. Muzyka uwertury zawiera temat z młodzieńczej symfonii Rossiniego Al Conventello (1806 lub 1807). Podczas premiery opery wybuchł skandal, ponieważ w partyturze kompozytor kazał II. skrzypkom uderzać smyczkiem w blaszane wieczka świeczników stojących na ich pulpitach. Ten rytmiczny efekt dźwiękowy można usłyszeć czterokrotnie podczas całej uwertury. 
Ponadto, szczególnie udane są w operze sceny zbiorowe, zwłaszcza scena w której Florville spotyka się po raz pierwszy z Bruschinem seniorem (tercet Per un figlio già pentito) oraz finał opery. 